# سيريل أكبوميده
سيريل أكبوميده (بالفرنسية: Cyril Akpomedah)‏ مواليد 2 مايو 1979 في فرنسا، هو لاعب كرة سلة فرنسي بدأ مسيرته الاحترافية في سنة 1999 يلعب في الدوري الفرنسي لكرة السلة الدرجة الأولى ويحمل الرقم 11. يبلغ طوله 6 قدم 8 بوصة (2.0 م).

## فرق لعب لها
- شوليه باسكت
- باريس لوفالوا
- بي سي إم جرافيلين

## روابط خارجية
- سيريل أكبوميده على موقع كرة السلة الأوروبية.كوم (الإنجليزية)
- سيريل أكبوميده على موقع ريلجم (الإنجليزية)
- سيريل أكبوميده على موقع بروبوليرز (الإنجليزية)
- سيريل أكبوميده على موقع سبورتس رفرنس (الإنجليزية)